# Archieparchie Ternopil-Zborov
Archieparchie Ternopil-Zboriv ((latinsky) Archieparchia Ternopoliensis-Zborovensis, (ukrajinsky) Тернопільсько-Зборівська архієпархія Української греко-католицької церкви) je archieparchií Ukrajinské řeckokatolické církve se sídlem v Ternopilu. Vznikla vyčleněním ze lvovské archieparchie 20. dubna 1994 jako Eparchie ternopilská, dne 21. června 2000 byla spojena se zrušenou Eparchií zborivskou jako Eparchie ternopilsko-zborivská, ale zároveň z ní byla vyčleněna Eparchie Bučač a Eparchie Sokal. 21. listopadu 2011 byla povýšena na metropolitní archieparchii. 11. prosince 2015 z ní byla vyčleněna nově vzniklá Eparchie Kamenec Podolský.

## Církevní provincie Ternopil-Zboriv
Archieparchie Ternopil-Zboriv je centrem církevní provincie, k níž náleží dvě sufragánní eparchie:
- Eparchie Bučač
- Eparchie Kamenec Podolský